# Caecilia subdermalis
Caecilia subdermalis — вид безногих земноводних родини черв'яг (Caeciliidae).

## Поширення
Ендемік Колумбії. Поширений у кількох локалітетах у Західних та Центральних Кордільєрах Колумбійських Анд у департаментах Антіокія, Уїла, Нариньйо, Кіндіо, Рисаральда та Вальє-дель-Каука. Його природні місця проживання — субтропічні або тропічні вологі монтанні ліси, пасовища, плантації, сільські сади та сильно деградовані ліси.